# Saxifraga x izarii
Saxifraga x izarii es una planta herbácea de la familia de las saxifragáceas.
Es un híbrido compuesto por las especies Saxifraga aretioides  y Saxifraga sempervivum.

## Taxonomía
Saxifraga x izarii fue descrita por K.Lang y publicado en Skalniky 27: 168 1996.
Etimología
Saxifraga: nombre genérico que viene del latín saxum, ("piedra") y frangere, ("romper, quebrar"). Estas plantas se llaman así por su capacidad, según los antiguos, de romper las piedras con sus fuertes raíces. Así lo afirmaba Plinio, por ejemplo.
izarii: epíteto
Cultivares
- Saxifraga x izari 'Allendale Boon'
- Saxifraga x izari 'Eva Hanzlíková'